# 明畠高司
明畠 高司（あけはた たかし、1931年2月25日 - 2023年9月）は、日本の化学工学者。東京工業大学名誉教授。元山口東京理科大学学長。元環境科学会会長。元日本学術会議会員。

## 人物・経歴
1958年東京工業大学大学院修了、工学博士。有機性廃棄物のガス化研究を行い、廃棄物学会や環境科学会、プラスチックリサイクル化学研究会等の設立にもあたった。東京工業大学大学院総合理工学研究科教授、初代東京工業大学生命理工学部長を経て、東京工業大学名誉教授。1995年環境科学会会長。1999年山口東京理科大学学長、プラスチックリサイクル化学研究会会長。同年光反応工学および気液接触の反応装置工学に関する研究で化学工学会賞受賞。元日本学術会議会員。